# Marc Furi Fus
|  | Aquest article tracta sobre el magistrat que va ser tribú amb potestat consular el 403. Vegeu-ne altres significats a «Marc Furi Camil». |

Marc Furi Fus (en llatí Marcus Furius Fusus) va ser un magistrat romà del segle v aC. Formava part de la gens Fúria, una antiga gens romana d'origen patrici.
Va ser tribú amb potestat consular l'any 403 aC. Titus Livi diu per error que el tribú d'aquell any va ser Marc Postumi Albí Regil·lense.